# Carpodacus rubicilla
El camachuelo grande (Carpodacus rubicilla) es una especie de ave paseriforme de la familia Fringillidae propia de las montañas de Asia y el Caucaso.

## Descripción
El plumaje del macho adulto es rojo con pintas blancas en el pecho. En cambio, la hembra y los jóvenes son grises. Presenta un color negruzco a modo de máscara que se extiende por la zona ocular y el lorum.
Usa su pico similar a un gorrión para recoger del suelo semillas, flores y otros materiales vegetales, vive en zonas de arbustos bajos de las áreas en las que habita.

## Distribución
Se encuentra en la meseta tibetana y las montañas que la rodean, así como en el Caucaso.

## Taxonomía
La especie fue descrita científicamente por el naturalista báltico Johann Anton Güldenstädt en 1775. Se reconocen cuatro subespecies de camachuelo grande, algunas de las cuales en el pasado se clasificaron como especies separadas:
- C. r. rubicilla Güldenstädt, 1775.
- C. r. diabolicus Koelz, 1939.
- C. r. kobdensis Sushkin, 1925.
- C. r. severtzovi Sharpe, 1886.[6]

## Comportamiento
Construye su nido con hierbas, pequeñas raíces, corteza y pelo de animales. La hembra pone cuatro huevos azules con pintas oscuras, a los que incuba durante doce a catorce días.  